# Toyota Corolla
Toyota Corolla (яп. トヨタ・カローラ, Тойота Королла) — общее название ряда моделей легковых автомобилей, выпускаемых компанией Toyota. Появившись в 1966 году, модель под названием Corolla к 1997 стала одним из самых продаваемых автомобилей в истории. С 1968 года в производство была запущена модель Toyota Sprinter, которая представляла собой более скромную версию автомобиля, продававшуюся только на территории Японии. По данным «Книги рекордов Гиннесса», к 2005 году во всём мире было продано свыше 30 миллионов автомобилей Corolla. В 2006 году названию Corolla исполнилось 40 лет, в течение которых сменилось десять поколений Toyota Corolla, а общий объём выпуска достиг отметки в 35 миллионов. К июлю 2013 года было продано более 40 миллионов автомобилей модели Corolla.

## История
Первый автомобиль Toyota Corolla увидел свет в 1966 году. Он имел задний привод, продольное расположение двигателя и имел отличительную черту — круглые фары. Такая компоновка сохранялась до 1984 года, когда была выпущена первая Corolla с передним приводом. С 1966 по 1997 гг. Corolla выпускалась в пяти кузовных решениях — седан, трёхдверный хетчбэк, пятидверный хетчбэк, лифтбэк и универсал. Выпущенное в 1984 году пятое поколение Corolla сохранило задний привод для трёхдверного хетчбэка «купе GT» и для универсала, остальные же модификации обрели передние ведущие колеса.
В 1987 году было представлено шестое поколение Toyota Corolla с кузовом E90. Высокое качество сборки, хорошее антикоррозийное покрытие сделало это поколение Corolla достаточно популярным, несмотря на морально устаревший дизайн. Восьмое поколение Toyota Corolla было представлено в 1997 году. Кузов E110 имел варианты: седан, лифтбэки (трех- и пяти- дверные), универсалы.

## Первое поколение
Первое поколение Toyota Corolla было представлено в 1966 году и изначально продавалось только в Японии. В 1968 году был представлен хетчбэк Toyota Sprinter и продавался исключительно через фирменную дилерскую сеть Toyota.

## Второе поколение
В мае 1970 был произведен рестайлинг, E20 обрела более округлые формы кузова и новые двигатели 1,4 литровый T и 1,6 литровый 2T OHV. Второе поколение разделили на две модели Corolla и Sprinter, которые отличались внутренней отделкой и материалом листового металла кузова. Corolla Levin и Sprinter Trueno были представлены как улучшенные версии Corolla и Sprinter с новой версией двигателя 2T с двумя клапанами на цилиндр в марте 1972 года.

## Третье поколение
В апреле 1974 года Corolla и Sprinter стали больше, тяжелее и обрели округлые формы. Модельный ряд пополнился двухдверным лифтбэком. Corolla получила обозначение E30, а Sprinter обозначение E40. После обновления в марте 1976 года Corolla E30 сменилась моделью E50, а Sprinter E40 сменился моделью E60. Corolla E30 оснащалась передними ремнями безопасности с преднатяжителями.

## Четвертое поколение
Рестайлинг, произведенный в марте 1979 года, главным образом касался дизайна. Corolla E70 приобрела более простые угловатые черты кузова, передних и задних фонарей, а Sprinter получил более замысловатый и скульптурный силуэт. Линейка двигателей пополнилась новой моделью A-серии. Это Corolla стала последней, где использовались двигатели серий K «hicam» и T. Инжекторная система впрыска топлива стала доступна на японском рынке как опция за дополнительную плату.

## Пятое поколение
Модель Toyota Corolla пятого поколения с индексом E80 появилась в мае 1983 года. Своим появлением машина ознаменовала новую компоновочную схему для всего семейства «Королла» основанную на переднеприводной платформе с поперечным расположением двигателя. Автомобиль был представлен в нескольких кузовных исполнениях: седан, трех- и пятидверный хетчбэк, купе. Под капотом размещали бензиновые двигатели рабочим объёмом 1.3, 1.5 и 1.6 литра, устанавливался также и 1.8-литровый дизель. На внутреннем рынке Японии появились версии двигателя 1.6 с электронным впрыском топлива(многоточечным). Также в этом поколении появились 16-клапанные моторы. Трансмиссия могла быть 4 или 5ти-ступенатой механической либо автоматической в 3 или 4 ступенчатом вариантах. Последняя могла быть (для внутреннего рынка Японии) электронно-управляемой, с 3 режимами работы: экономичным, мощностным и ручным. Спереди на автомобиль Тойота Королла Е80 устанавливалась подвеска типа McPherson, сзади — независимая трехрычажная. Стабилизаторы поперечной устойчивости могли устанавливаться на обе оси.
Помимо Японии, производство Короллы было освоено на специально построенном заводе в Калифорнии. Первоначально он работал под контролем General Motors, поэтому в некоторые страны автомобиль экспортировался под маркой Chevrolet. По продажам пятое поколение Corolla стало одним из самых успешных — было продано более 3.3 миллионов автомобилей.
Большинство моделей выпускалось с передним приводом, за исключением AE85 и AE86, которые должны были стать последними Corolla с задним приводом. Шасси AE85 и AE86 были использованы в модели Sprinter Trueno. Sprinter был практически идентичен Corolla, небольшие различия касались дизайна кузова и всплывающих фар.

## Шестое поколение
В шестом поколении, представленном в мае 1987 года, Corolla E90 отошла от привычных угловатых черт, присущих предыдущим прошлым поколениям Corolla и другим японским субкомпактам, став более элегантной. Большинство автомобилей этого поколения было выпущено с передним приводом, также выпускались модели с полным приводом 4WD All-Trac. Corolla E90 выпускалась с широким спектром двигателей, начиная от 1,3 литрового 2E до 4A-GZE с нагнетателем типа Roots мощностью 165 л. с. (123 кВт). E90 Sprinter также продавался как Geo Prizm в США и Holden Nova в Австралии.

## Седьмое поколение
В июне 1991 года Corolla получила обновление, став шире и тяжелее, окончательно приобрела округлый кузов и аэродинамические формы. В Соединённых Штатах несколько большая Corolla перешла из класса B в класс C и была доступна на некоторых рынках в кузове купе под названием AE101 Corolla Levin. В этом поколении большинство E100 было произведено с более совершенными инжекторными двигателями, нежели с карбюраторными.

## Восьмое поколение
Производство Corolla E110 началось в мае 1995 года. Дизайн автомобиля поменялся во всем, но сохранилось множество общих черт с моделью E100. В 1998 году некоторые Corolla, продававшиеся не на японском рынке получили новый двигатель 1ZZ-FE. Новый двигатель был первым двигателем Toyota с алюминиевым блоком и головками цилиндров, который сделал восьмое поколение гораздо легче, чем E100. Toyota решила представить эту модель с уникальным дизайном для каждого рынка. Так в Северной Америке начало продаж было намечено на середину 1997 года, автомобиль получил отличную от европейской и австралийской версий переднюю и заднюю часть. В Пакистане эта модель выпускалась до марта 2003 года.

## Девятое поколение
В ноябре 2000 года в Японии было представлено девятое поколение Corolla (E120). Автомобиль стал более технологичным и обрел более острый кузов. В сентябре 2002 года Corolla претерпела фейслифтинг, увеличилась в длину, но сохранила прежние кузовные панели и интерьер. После обновления Corolla получила новое название в Юго-Восточной Азии Corolla Altis. В Японии универсал стал называться Corolla Fielder. Продажи в Северной Америке были отложены до марта 2002 года.
Это поколение Corolla стало одним из самых популярных автомобилей, когда-либо выпускавшихся компанией Toyota. В 2006—2007 годах Corolla E120 была заменена автомобилями серий E140 и E150, но E120 все ещё производится в Китае под названием Corolla EX.
В 2002 году Corolla E120 получила премию «Автомобиль Года» по версии журнала «What Car».
В 2005 году Toyota Corolla претерпела ещё одному рестайлингу.
Существуют версии как и седан, так и хетчбэк, так и универсал.

## Десятое поколение
Десятое поколение Corolla было представлено в октябре 2006 года. На японском рынке этот автомобиль назывался Corolla Axio (E140), в Юго-Восточной Азии Corolla Altis. Corolla Axio и Corolla Altis различаются внешним видом и размерами. Corolla в кузове универсал сохранила за собой имя Corolla Fielder. Для Corolla в кузове хетчбэк было придумано новое название Toyota Auris, под которым эта модель продается на рынках Японии и Европы.
В результате тестов Euro NCAP Corolla E140 стала первым автомобилем, который получил 5 звезд в сегменте C.

## Одиннадцатое поколение
Одиннадцатое поколение Corolla начало продаваться в Японии (E160) в мае 2012 года. Как и их предшественники седан нового поколения получил имя Corolla Axio, а универсал Corolla Fielder. Для японского рынка эти автомобили производятся на заводе Central Motors в префектуре Мияги, Япония. Обновленная модель чуть уменьшилась в размерах для удобства парковки и передвижения по узким улицам.
Новая Corolla (E170) доступна с 1,3-литровым 1NR-FE или 1,5-литровым 1NZ-FE четырёхцилиндровым двигателем, передним или полным приводом. Оба двигателя доступны вместе с 5-ступенчатой механической коробкой или c бесступенчатой CVT. 1,3-литровый двигатель и полный привод доступны только с трансмиссией CVT. Corolla Fielder оснащается 1,5-литровым 1NZ-FE или 1,8-литровым 2ZR-FAE четырёхцилиндровым двигателем с трансмиссией CVT. 1,5-литровый двигатель доступен с передним или полным приводом, а 1,8-литровый только с приводом на передние колеса.
Toyota выпустила гибридные версии седана Axio и универсала Fielder для японского рынка в августе 2013 года. Оба оснащены 1,5-литровой гибридной силовой установкой, аналогичной Toyota Prius C. Топливная эффективность такой установки, по результатам тестов, проведенных Toyota, составляет 3,03 л/100 км. Toyota планирует продать 1000 гибридов Axio и 1500 гибридных универсалов Fielder.
Американская версия Corolla была представлена в июне 2013 года, а производство началось в августе 2013. Обновленная Corolla стала больше в длину и ширину по сравнению со своей предшественницей, а коэффициент лобового сопротивления уменьшен до 0,28. Все Corolla в базе оснащены светодиодными дневными ходовыми огнями, системой Bluetooth Hands Free и потоковым воспроизведением аудио.
Европейская версия Corolla практически идентична американской, за исключением дизайна передней и задней части.

## Двенадцатое поколение
В марте 2018 года дебютировало двенадцатое поколение Toyota Corolla как Auris, американская версия была представлена на Нью-йоркском автосалоне в 2018 году. Cедан сохранил неизменную колёсную базу. Появилась задняя многорычажная подвеска для всех версий, включая базовую комплектацию.
| Длина, мм | Ширина, мм | Высота, мм | Колёсная база, мм |
| --------- | ---------- | ---------- | ----------------- |
| 4630      | 1780       | 1435       | 2700              |

Седан доступен с атмосферным двигателем 1ZR-FE объёмом 1 598 см³ мощностью 122 л. с. Двигатель имеет распределённый впрыск и потребляет бензин октановым числом не менее 91. Максимальная мощность теперь достигается на 6 050 оборотах коленвала. Мотор оснащён механизмом регулировки фаз газораспределения на впуске и выпуске Dual VVT-i. И с мотором 1ZR-FAE 1.6 литра мощностью 132 л. с. с бесступенчатой регулировкой изменения фаз на впуске и выпуске и потребляет бензин не ниже 95-го октанового числа.
На выбор представлено два типа трансмиссии: Вариатор Multidrive S с гидротрансформатором и механическая 6-ступенчатая коробка передач также от предыдущего поколения.
В феврале 2025 года Toyota представила обновленный спортивный хэтчбек GR Corolla для японского рынка. Автомобиль получил ряд улучшений, вдохновленных автоспортом, включая новую 8-ступенчатую автоматическую трансмиссию GR-DAT, ранее использовавшуюся в GR Yaris. Также доступна версия с 6-ступенчатой механической коробкой передач. Разработкой занимались профессиональные тест-пилоты, включая главного тестировщика компании, что позволило повысить точность управления и динамику.
Под капотом GR Corolla установлен 1,6-литровый турбированный трехцилиндровый двигатель мощностью 304 л. с. и крутящим моментом 400 Нм. Полный привод GR-FOUR предлагает три режима распределения тяги. В японской версии доступен пакет SPORT с отделкой Ultrasuede, спортивными сиденьями и эксклюзивными элементами. Также добавлен режим Circuit Mode, который оптимизирует работу системы охлаждения и активирует антилаг. Обновленные версии автомобиля поступят в продажу 3 марта 2025 года.

## Награды
Получила всероссийскую премию "Лучший автомобиль 2023 года в «Малом среднем классе»

## Автомобили на базе Corolla и Sprinter

### Toyota Corolla Wagon/Toyota Sprinter Wagon
Пятидверный универсал, имеющий сравнительно высокую грузоподъемность, зачастую снабжаемый двигателями: 4E-FE объёмом 1,3 литра, 5A-FE, 5E-FE оба объёмом 1,5 л и 4А-FE объёмом 1,6 на полноприводных версиях. В середине 1997 года двигатель 5E-FE стал полностью электронным, из-за чего двигатель эксплуатировался на 2-контактных свечах зажигания, выпускались партии Данных Королл с двигателем 5A-FE снабженных L-Touring, также выпускался автомобиль Тойота Королла с кузовом маркировки CE снабженных двигателями 2C соответственно (2l-Diesel). Автомобили выпускались как с автоматической, так и с механической коробкой передач, как на переднем так и на полном приводе соответственно (в основном дизельные модификации).
Модификации с двигателями серии Е снабжались 3-ступенчатой АКПП.
Максимальная комплектация данной модели — BZ-touring. На данной комплектации установлен 165-сильный мотор 4А-GE black top с многорычажной задней подвеской и дисковыми тормозами на передних и задних колёсах. Трансмиссия как автоматическая с двумя режимами MANU и PWR, так и механическая с 5-или 6-ступенчатой коробкой передач.

### Toyota Corolla Fielder
Toyota Corolla Fielder — пятидверный универсал. Комплектуется бензиновыми двигателями объёмом 1.5 (1NZ-FE 110 л. с.) и 1.8(1ZZ-FE 136 л. с. и 2ZZ-GE 190 л. с.) литра или дизельным 2.2 (3C-E 140 л. с.) Toyota ZZ (Двигатель Toyota ZZ).
В Россию официально Corolla Fielder поставлялся под именем Corolla с кузовом универсал, автомобиль был доступен только в одной комплектации (Terra) с двигателем 3ZZ-FE 1.6 литра. Внешнее отличие российской модели от японской заключалось в передней оптике аналогичной Corolla седан, задней оптике стилизованной под европейскую оптику Corolla седан и хетчбэк, наличием рейлингов на крыше в базовой комплектации.

### Toyota Sprinter Trueno/Toyota Corolla Levin
Toyota Sprinter Trueno/Corolla Levin — двухдверные купе. Комплектовались бензиновыми двигателями объёмом 1.5 (5A-FE) и 1.6 (4A-FE и 4A-GE) литра Toyota 4A-GE.

### Toyota Sprinter Carib
Toyota Sprinter Carib (Тойота Спринтер Кариб) — пятидверный полноприводный универсал. Версия с левым рулём выпускалась под названием Toyota Corolla Wagon 4WD.

#### Первое поколение (на базе Tercel — AL25)
Ответом Toyota на полноприводную экспансию Subaru в классе недорогих массовых автомобилей стал начавшийся в 1982 году выпуск Sprinter Carib. Машина получила концепцию и слегка изменённую внешность Tercel 4WD. Покупателям предлагался всего один полуторалитровый продольно расположенный двигатель 3A-SU мощностью 83 л. с., заимствованный у Corolla.
1984 год — время появления самой идеи SUV (sport utility vehicle — спортивно-утилитарная машина). Компактный универсал с отключаемым полным приводом имел большой успех на рынке. А его уникальный дизайн задней части кузова повлиял на многие будущие модели универсалов и минивэнов.

#### Второе поколение (на базе Corolla — AE95)
Следующее поколение Carib, появившееся в 1987 году, базировалось на агрегатах не «крошки» Tercel, а непосредственно Sprinter. Вследствие чего машина подросла в размерах и внешностью стала напоминать прародителя. Двигатель также существовал только один — поперечно расположенный 16-клапанный 1,6-литровый мотор 4A-FE 100 л. с. (old — этот постфикс добавляют, чтобы отличить от 4A-FHE поздних версий, снова называемых 4A-FE до августа 1990 года) и 4A-FHE 110 л. с. (с августа 1990 года) с распределенным впрыском топлива. Подключаемый задний мост и «раздатка» канули в лету. На их месте появился постоянный полный привод с электронной блокировкой межосевого дифференциала. Обе оси приводились в движение через 5-скоростную механическую коробку или 4-диапазонный «автомат». Передняя подвеска — традиционные стойки McPherson — достаточно надежная и легкая в обслуживании. Задняя цельная балка была подвешена на пяти штангах и двух амортизаторах и напоминала аналогичную у «Жигулей». От предыдущей модели Carib второго поколения унаследовал модификацию с регулируемой жесткостью подвески. А также получил систему регулировки дорожного просвета. Она называлась Height control (о её наличии сообщает соответствующая надпись на задней пятой двери) и была призвана сохранять величину клиренса постоянной при перевозке в багажнике поклажи. Независимо от уровня оснащения, которых четыре (AV I, AV II, RV special, Touring special), все машины оборудовались климат контролем, гидроусилителем рулевого управления и катализатором.

#### Третье поколение (на базе Corolla — AE111/114/115)
В 1995 году Toyota представила новое, третье, поколение Sprinter Carib. Автомобиль получил весьма оригинальный дизайн кузова, который впоследствии был заимствован для европейского варианта универсала Corolla (Sprinter Carib ROSSO). Трансмиссия без изменений перекочевала в новый Carib с предшественника: те же «механика» и «автомат» и тот же постоянный полный привод с межосевым дифференциалом с многодисковой муфтой, оснащенный принудительной блокировкой. В отношении двигателей ситуация несколько иная. Мощности мотора 4A-FE, видимо, уже не хватало для того, чтобы крутить 4WD наравне с конкурентами. Поэтому к 1,6-литровому силовому агрегату добавили 16-клапанный двигатель 7A-FE в 1800 «кубиков», развивающий около 120 л. с. Двигатель 4A-FE в 1600 «кубиков» устанавливался на данную модель с передним приводом.
В отличие от второго поколения Carib с его четырьмя уровнями оснащения новая машина 1995 модельного года в стандартной комплектации содержит электроприводы зеркал и стекол, центральный замок и тканевую обивку сидений. Следующий уровень оснащения Z-Touring имеет климат-контроль, шесть динамиков, CD-чейнджер, велюровый салон и прочее.

### Toyota Corolla II
Toyota Tercel — субкомпакт, выпускавшийся Toyota с 1978 по 2000 год на протяжении пяти поколений. Размер варьировался от Corolla до Starlet, в зависимости от поколения. Производился на заводе Takaoka в Тойота-Сити, Япония. Разделял платформу с моделями Cynos и Starlet, продавался под именем Corolla II в дилерских центрах Toyota Corolla Stores. Был заменен Toyota Platz в 2000 году.

### Toyota Corolla Ceres/Toyota Sprinter Marino
Toyota Sprinter Marino — четырёхдверная хардтоп версия седана Toyota Sprinter, выпускалась с 1992 по 1998 (Corolla E100) для продажи на японском рынке.
Toyota Corolla Ceres — слегка рестайлинговая версия Sprinter Marino, что было обычной практикой японских автопроизводителей в 80-х и 90-х годах. Corolla Ceres названа в честь Цереры из римской мифологии, а Sprinter Marino в честь города Марино в Италии.

### Toyota Corolla Axio
Toyota Corolla Axio — юбилейное десятое поколение Corolla выпускается в Японии под именем Corolla Axio. Выпуск этого автомобиля приурочен к 40-летию модели.

### Toyota Corolla Blade
Toyota Corolla Blade — родственная модель Toyota Auris, но позиционируется на класс выше. Эта модель была оснащена 2,4 литровым двигателем 2AZ-FE, позже были выпущены модификации Blade Master и Blade Master G, которые оснащались 3,5 литровым V6 двигателем 2GR-FE (276 л. с.), увеличенными тормозными дисками и улучшенной подвеской. В апреле 2012 года выпуск этой модели прекратился без модели-преемника.

### Toyota Corolla Spacio
Toyota Corolla Spacio — пятидверный 4-6 местный городской компактвэн, производившийся для внутреннего рынка Японии с 1997 по 2005 год. Первое поколение с кузовом Е11, второе поколение с кузовом Е12. Двигатель 1,6 или 1,8 литра, передний или полный привод, только автоматическая четырёхступенчатая КПП. На базе машины с кузовом Е12 выпускалась Corolla Verso для западного рынка.

### Toyota Corolla Verso
Toyota Corolla Verso (американская и европейская версия японской Corolla Spacio) — пятидверный компактвэн. Выпуск начался в 2001 году и закончился в 2009. Хотя Corolla Verso по названию и относится к семейству Corolla, она построена на собственной уникальной платформе.
По версии журнала Auto Bild, публикующим ежегодные рейтинги надёжности автомобилей в ФРГ AUTO BILD TÜV-Report, Toyota Corolla Verso стала самой надёжной среди легковых автомобилей в возрасте от 2 до 3 лет в 2008 году.

### Toyota Corolla Rumion
Toyota Corolla Rumion — двухобъёмник, выпущенный в рамках серии Corolla. Экстерьер Rumion отличают прямые линии, угловатый, «коробчатый» силуэт.

### Toyota Corolla RunX/ Toyota Allex
Toyota Corolla RunX / Toyota Allex — пятидверный хетчбэк девятого поколения Corolla, выпускался для японского рынка. Оснащался бензиновыми двигателями объёмом 1,5 и 1,8 литра. Некоторые модели имели полный привод. Все автомобили оснащались ABS+EBD и двумя фронтальными подушками безопасности. В Европе продавался как Toyota Corolla хетчбэк.

### Toyota Corolla Linea
Построена на базе двигателя 3S-GTE-VVTI

## Отзывы
По состоянию на 10 октября 2012 года Toyota отозвала 7,4 миллиона автомобилей, в том числе Vitz, Yaris и Corolla из-за возможного сбоя в работе электрических стеклоподъемников. Из них: 2,47 миллиона в США, 1,4 миллиона в Китае и 1,39 миллиона в Европе.